# Costei
Costei – wieś w Rumunii, w okręgu Bacău, w gminie Săucești. W 2011 roku pozostawała niezamieszkana.